# Luftkriegsschule Klotzsche

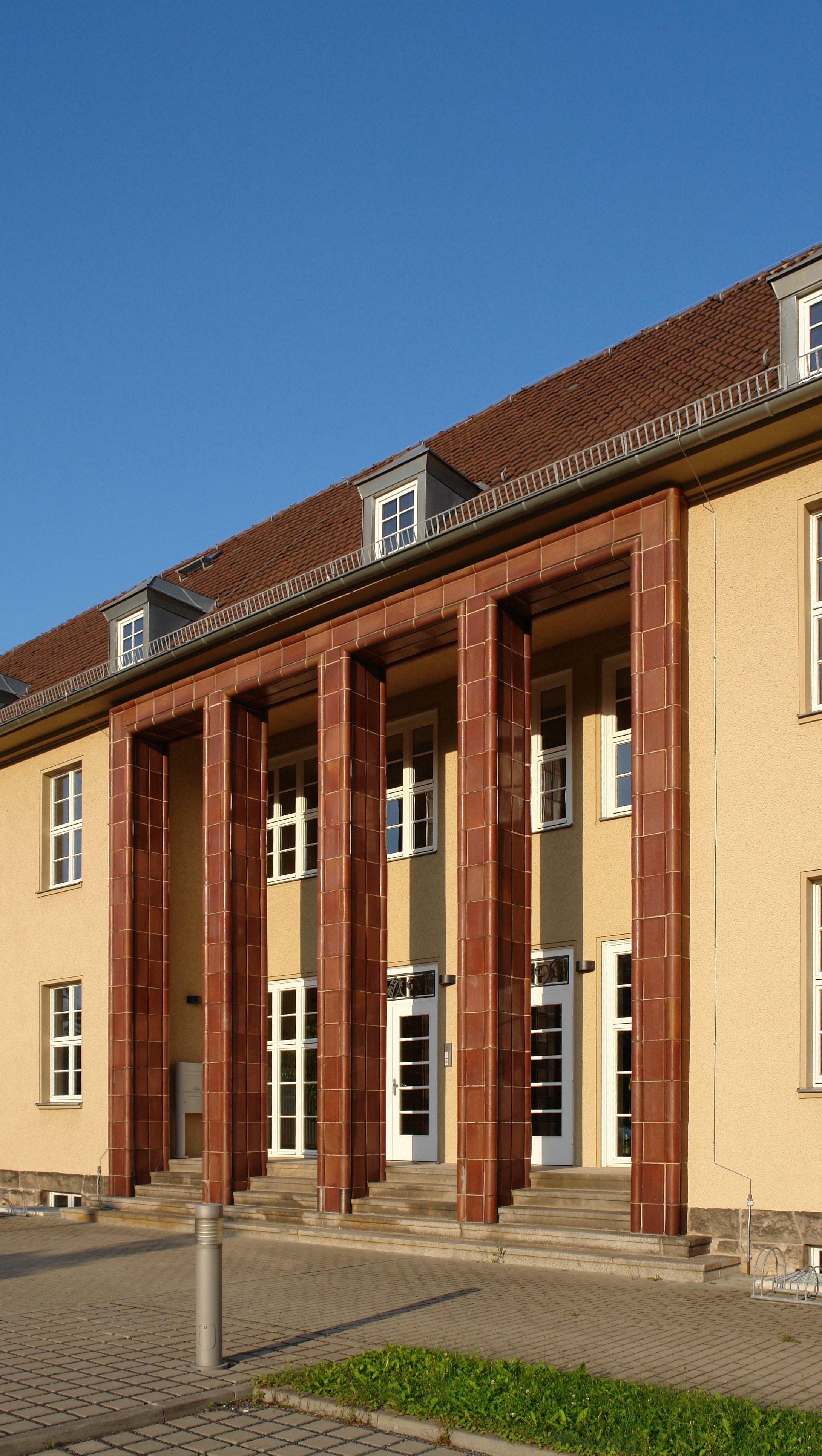
Eingangsbereich Hugo-Junkers-Ring-5

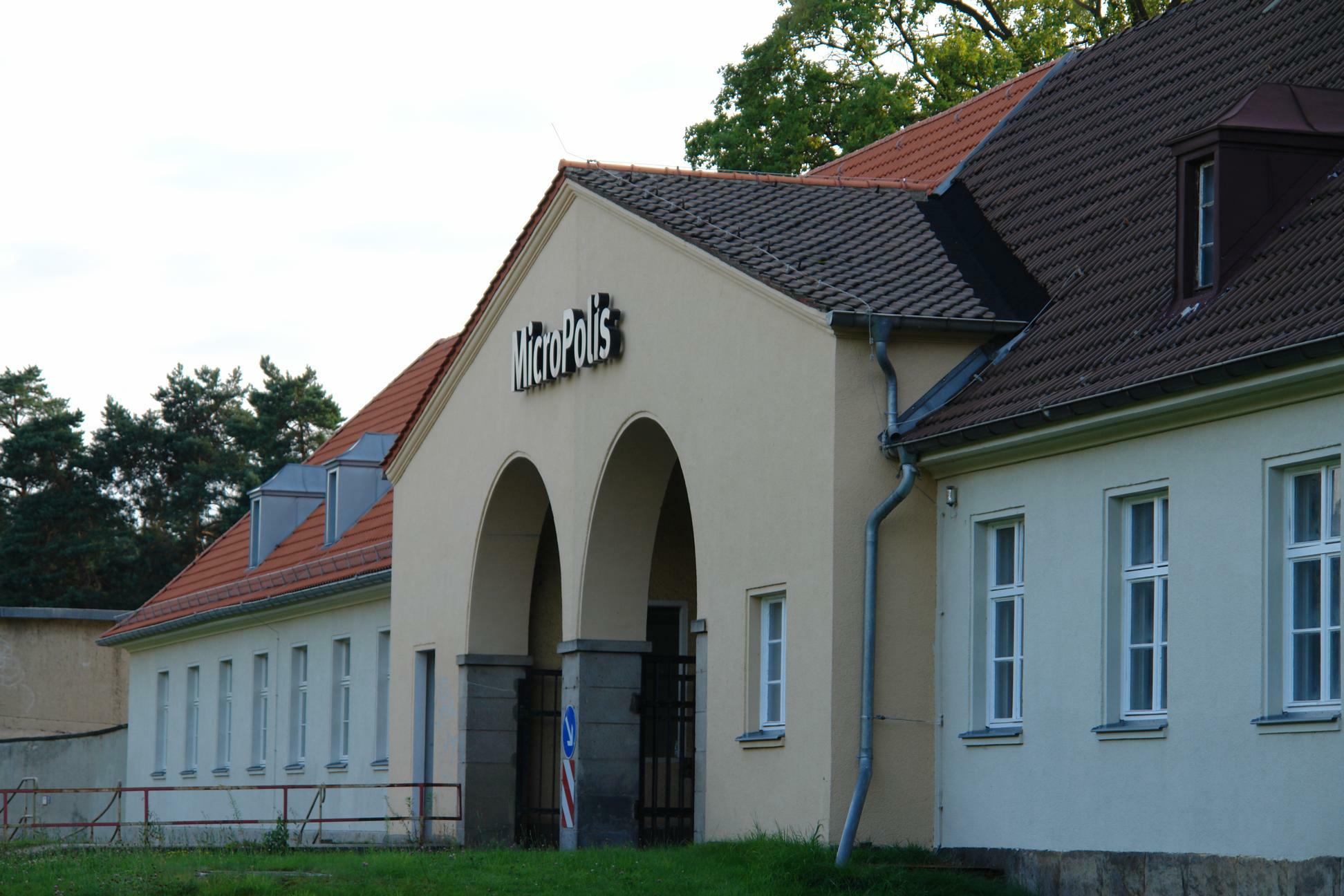
Die ehemalige Torwache. Anstelle des Firmenschriftzugs befand sich das Relief eines fliegenden Adlers mit Hakenkreuz in den Klauen.

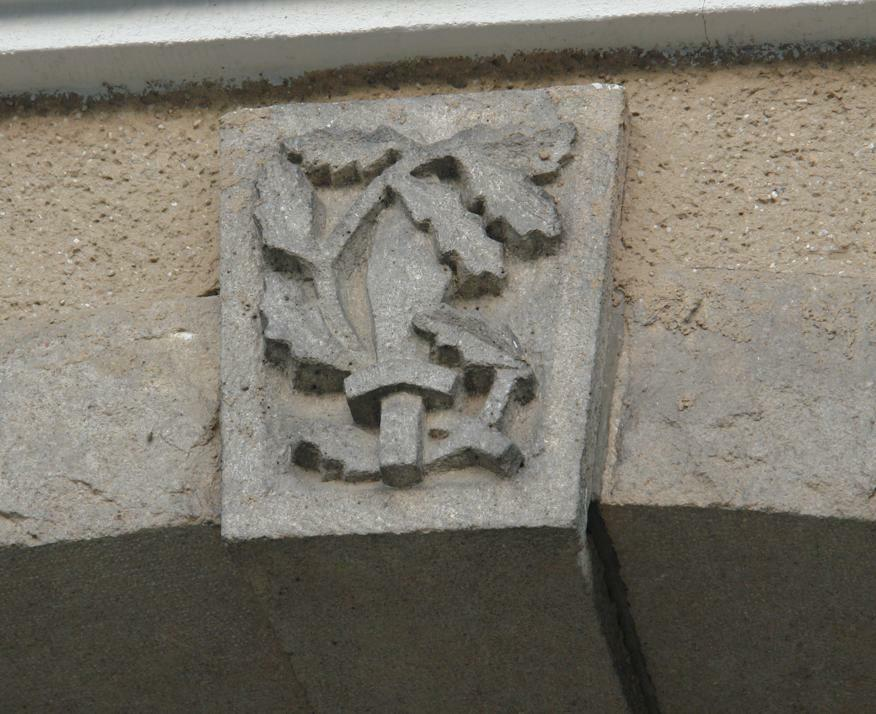
Detail (Eichenblätter mit Dolch) an einem Schlussstein

Die Luftkriegsschule Klotzsche oder auch Luftkriegsschule 1 ist eine ehemalige Schule der Luftwaffe im Dresdner Stadtteil Klotzsche an der Straße Zur Wetterwarte 10.

## Geschichte
Obwohl es Deutschland durch den Vertrag von Versailles von 1919 verboten war, eine Luftstreitmacht zu unterhalten, wurden schon zur Zeit der Weimarer Republik unter Geheimhaltung deutsche Militärpiloten ausgebildet. Zuerst wurden die Flugschüler in leichten Schulflugzeugen bei den zivilen Ausbildungsstätten in Deutschland geschult. Um den Piloten die Gelegenheit zu geben, Flugerfahrung in Kampfflugzeugen zu sammeln, ersuchte Deutschlands Reichswehr die Hilfe der UdSSR (siehe auch: Vertrag von Rapallo). Ein geheimer Ausbildungsfliegerhorst wurde 1924 in der Nähe der russischen Stadt Lipezk (russisch Липецк) eingerichtet und bis 1933 betrieben. Diese offiziell als 4. Fliegerabteilung des 40. Geschwaders der Roten Armee bezeichnete Schule benutzte niederländische, sowjetische und deutsche Flugzeuge. Jährlich wurden etwa 240 deutsche Flieger ausgebildet. Neue, in Deutschland entwickelte Flugzeugkonstruktionen wurden dort erprobt.
Am 26. Februar 1935 befahl Adolf Hitler seinem Luftfahrtminister Hermann Göring trotz des bestehenden Verbots eine Luftstreitkraft für Deutschland aufzubauen. Deutschland brach somit die Bestimmungen des Versailler Vertrags. Diese und andere Vertragsverletzungen wurden von Großbritannien und Frankreich wohl deshalb geduldet, weil man glaubte, damit das Kriegsrisiko zu verringern. 
Die Luftkriegsschule Klotzsche wurde noch im gleichen Jahr nach Entwürfen des Architekten Ernst Sagebiel gemeinsam mit den Architekten Walter und Johannes Krüger erbaut. Die Bauleitung lag bei Vincenz Rensing.
1961 wurde die Arbeitsstelle für Molekularelektronik gegründet und in den innen umgebauten Gebäuden untergebracht. Sie war zunächst dem Amt für Kernforschung und Kerntechnik unterstellt und unterstand von 1963 an dem Volkswirtschaftsrat.

## Beschreibung
Die Gebäude sind schlicht gehalten und verputzt, wobei sächsischer Naturstein für die Gebäudesockel, sächsischer roter Granit für die Terrassenanlage und gelber Sandstein für die Laibungen der Haupteingangstüren verwendet wurden.
Den zentralen Bau bildet ein großes zweigeschossiges Hörsaalgebäude, bestehend aus einem Mittelbau und zwei Seitenbauten. Dieser ist auf einem u-förmigen Grundriss erbaut worden. Über dem Portal des Mittelbaus befand sich bis 1945 das Relief „Der Flieger“ von Arno Breker. Die Seitenbauten haben eine betonte Eingangszone. Diese besteht aus hohen Pfeilern, die mit braunen Keramikfliesen verkleidet sind und die „antik-idealisierende … Architektur mit damals modernen Gestaltungsmitteln unterstützen.“

## Belegung
Belegt waren die Gebäude während der Zeit des Dritten Reiches bis zu ihrer Auflösung am 5. März 1945 von der Luftkriegsschule 1 (LKS 1), die von ihrer Gründung am 16. April 1936 bis zum 15. Januar 1940 die Bezeichnung Luftkriegsschule Dresden trug. Die Schuleinheit ging aus dem im Januar 1935 aufgestellten Luftwaffensonderlehrgang der Heeresinfanterieschule Dresden hervor.